# Línea V13 de la Red Ortogonal de Autobuses de Barcelona
La línea V13 o Vertical 13 de Transports Metropolitans de Barcelona (TMB), es una línea de autobús de tránsito rápido en Barcelona. Forma parte de las líneas horizontales de la Red Ortogonal de Autobuses desde febrero de 2016, sustituyendo a las líneas 58 y 64 de la red convencional. Realiza su recorrido entre Pla de Palau y la Av. Tibidabo.